# Alamanikon
El Alamanikon –en griego: Ἀλαμανικόν–, o «impuesto alemán», fue un impuesto recaudado por el emperador bizantino Alejo III Ángelo en 1197 para pagar al emperador germánico Enrique VI un tributo de 1600 libras de oro.

## Historia
En 1195, el emperador bizantino Isaac II Ángelo fue derrocado por su hermano Alejo y, en respuesta, el emperador occidental Enrique VI demandó de aquel un tributo, que originalmente ascendía a 5000 libras, bajo la amenaza de invadir su imperio. Enrique argüía como pretexto para ello la defensa de los derechos de Irene Ángelo, hija de Isaac y viuda de Roger III de Sicilia, de quien había tomado custodia y casado con su hermano menor Felipe, duque de Suabia, a consecuencia de su conquista del reino de Sicilia.
Con el fin de obtener apoyos para gravar a Constantinopla, Alejo convocó una reunión del Senado, el clero –proveniente en su mayoría de la clase burocrática– y los gremios de mercaderes –la clase profesional–, a quienes propuso una tasación de su propiedad. La reacción de la asamblea no se limitó exclusivamente a expresar su rechazo a la iniciativa por entenderla contraria a la costumbre, sino que derivó en un tumulto durante el cual se acusó al nuevo emperador de malgastar los fondos públicos e imponer como gobernadores de las provincias a partidarios suyos de notoria incompetencia, incluidos hombres que habían sido cegados. Ante esta resistencia, Alejo desistió e intentó recolectar en las iglesias los objetos de oro y plata que no se empleaban en los oficios, pero el clero mostró una vez más su rechazo, en la que sería la única ocasión en que se opusiera a él durante su reinado. Alejo finalmente abandonó la idea de cobrar el impuesto en la capital, y tomó el oro y la plata de las tumbas de sus predecesores, con excepción de la de Constantino el Grande.
Pese a que la capital había quedado exenta, el Alamanikon siguió recaudándose en las provincias, y la cuestación total alcanzó la cifra de 7000 libras de plata y algunas de oro, pero debido al fallecimiento de Enrique VI el 28 de septiembre de 1197, el tributo nunca fue abonado. Cronistas posteriores, como Nicetas Coniata, aseguraron que la cruzada de Enrique había tenido la intención de subyugar a Bizancio, pero no existen evidencias contemporáneas que lo avalen.